# بروج (سوره)
سورهٔ بروج دارای ۲۲ آیه است. آنگلیکا نویورت معتقد است هستهٔ اولیهٔ این سوره از آیات ۱–۶ و ۱۲–۲۲ تشکیل می‌شده و باقی آیات بعداً اضافه شده‌اند. در عوض، وقتی آیهٔ ۱۲ بعد از آیه ششم خوانده شود، معنای مشخصی پیدا می‌کند.

## محتوای سوره
باتوجه به این که این سوره از سوره‌های مکی است چنین به نظر می رسدکه هدف اصلی تقویت روحیه مؤمنان در برابر دشمنان و تشویق آنان به پایمردی واستقامت است. و در همین رابطه در این سوره داستان اصحاب اخدود را نقل می‌کند که خندقها کندند و آتشهای عظیمی در آن افروختند، و مؤمنان را تهدید به شکنجه با آتش کردند، گروهی را زنده زنده در آتش سوزاندند، اما آنها از ایمانشان بازنگشتند. در قسمت دیگری از این سوره کافرانی را که مؤمنان را تحت فشار قرارمی دهند سخت مورد حمله قرار داده و آنها را به عذاب سوزان جهنم تهدیدمی کند، در حالی که مؤمنان را بشارت به باغهای پرنعمت بهشتی می‌دهد. در مقطع بعد آنها را به گذشته تاریخ بازمی‌گرداند، و داستان فرعون و ثمود واقوام زورمند را در برابر دیدگانشان مجسم می‌سازد، تا کفار مکه که نسبت به آنهاقدرت ناچیزی داشتند حساب خود را بکنند، و هم مایه تسلی خاطر محمد و مؤمنان بوده باشد. در آخرین مقطع سوره اشاره به عظمت قرآن و اهمیت فوق‌العاده این وحی الهی می‌کند، و سوره را با آن پایان می‌دهد.
نامگذاری این سوره به بروج به تناسب سوگندی است که در آیه نخستین آن آمده‌است.

## آیات الحاقی
به گفتهٔ آنگلیکا نویورت، با توجه به سبک ادبی و کیفیت فنی سوره، این سوره در چند دوره گسترش پیدا کرده‌است. آیات ۱–۶ و ۱۲–۲۲ هستهٔ اولیه سوره بوده‌اند. نخستین آیهٔ الحاقی احتمالاً آیهٔ هفتم سوره است که احتمالاً برای توضیح اضافه شده تا «اصحاب اخدود» به معنای قبرنشینان که گنگ بوده را به همراه «شهود» مشخص کند که چه کسانی هستند. آیات ۸–۹ نیز چنین هستند که احتمالاً در اواخر دورهٔ مکه اضافه شده‌اند. با این وجود، وقتی آیهٔ ۱۲ بلافاصله بعد از آیات ۴–۶ خوانده شود، معنای حقیقی می‌گیرد و آنچه توضیح داده را جمع‌بندی می‌کند.

## در احادیث
در حدیثی به محمد منسوب است که: «هرکس این سوره را بخواند خداوند به تعداد تمام کسانی که در نماز جمعه اجتماع می‌کنند، و تمام کسانی که روز عرفه (در عرفات) جمع می‌شوند، ده حسنه به او می‌دهد، و تلاوت آن انسان رااز ترسها و شدائد رهائی می‌بخشد».